# Zaï
Zaï je tradiční zemědělská technika v západní Africe, která spočívá ve hloubení jam pro zachycení a uchování vody a organických látek, které se mění na kompost.
Tuto techniku v osmdesátých letech 20. století inovoval zemědělec Yacouba Sawadogo a využil ji v boji s dezertifikací Sahelu v Burkině Faso. Příprava půdy se provádí již v období sucha, jámy se plní kompostem a kromě zemědělských plodin se do nich sází i stromy, které poskytují stín a udržují hladinu podzemních vod. Yacoubova technika, která byla zpočátku považována za pošetilost, se později rozšířila do praxe mnoha dalších zemědělců v oblasti. Podle nizozemského experta na dezertifikaci Chrise Reije bylo možné díky této jednoduché metodě vrátit produktivitu desítkám tisíc hektarů zcela neúrodné půdy.